# Village-Neuf

Village-Neuf este o comună în departamentul Haut-Rhin din estul Franței. În 2009 avea o populație de 3.649 de locuitori.

## Evoluția populației
| An        | 1975  | 1982  | 1990  | 1999  | 2006  | 2009  |
| --------- | ----- | ----- | ----- | ----- | ----- | ----- |
| Populație | 2.811 | 2.922 | 2.920 | 3.108 | 3.452 | 3.649 |